# Jože Goričar (diplomat)
Jože Goričar, slovenski diplomat in publicist, * 23. junij 1873, Mozirje, Avstro-Ogrska, † 28. september 1955, Ljubljana, Federativna ljudska republika Jugoslavija.

## Življenje
Jože Goričar se je rodil 23. junija 1873 v Mozirju. Pred prvo svetovno vojno je bil izseljenski konzul Avstro-Ogrske v ZDA, nato v Berlinu. Zaradi avstro-ogrskega napada na Srbijo in s tem začetkom prve svetovne vojne 1914 je emigriral v ZDA. Prizadeval si je za združitev južnoslovanskih narodov v federativno republiko. Bil je tudi svetovalec ameriške vlade. Germanicijske težnje proti slovanskim narodom je opisal v knjigi The Inside Story of Austro-German Intrigue (Garden City, 1920).
Med drugo svetovno vojno je objavljal članke in komentarje, v katerih se je zavzemal za moralno in gmotno pomoč napadenim narodom, zlasti slovanskim. Umrl je 28. septembra 1955 v Ljubljani.